# Meres
Meres es un lugar situado en la parroquia de Tiñana, en el concejo asturiano de Siero (España). Se encuentra a 7,5 km de la capital del concejo, Pola de Siero.
Conocido  por el  palacio de Meres, un colegio internacional, por sus fiestas y por una escuela hípica.
El conjunto del palacio de Meres, del siglo XV, está formado por un pequeño palacete rural y una capilla anexa denominada capilla de Santa Ana, al que se llega tras pasar un pequeño bosque de robles. El conjunto fue declarado Bien de Interés Cultural el 4 de mayo de 1990.
Las fiestas son en honor a la Virgen de la Cabeza, teniendo lugar a finales de mayo o principios de junio durando todo un fin de semana que se prolonga hasta el martes. El lunes es el día grande, se celebra la procesión por el río Nora, atravesando un puente romano, hasta el santuario de la Virgen situado en la desaparecida parroquia de San Juan del Obispo, en su prado se oficia una misa; en la fiesta los romeros consumen el tradicional bollu preñau.